# HD 62154
HD 62154，又名CP-73 457，SAO 、HR 2980，是一颗恒星，视星等为7.26，位于銀經286.11，銀緯-23.14，其B1900.0坐标为赤經7h 37m 24.6s，赤緯-74° -23.14′ 54″。